# Air France Hop
Air France Hop je francouzská nízkonákladová regionální letecká společnost patřící pod Air France-KLM. Pod značkou HOP! vznikla sloučením regionálních společnosti Brit Air, Airlinair a Régional. Společnost sídlí na Parc tertiaire Silic v Rungis, v Pařížské aglomeraci, hlavní letecké základny má na pařížském letišti Orly a na Letišti Lyon-Saint Exupéry. Denně provozuje lety do 108 destinací ve Francii a ve zbytku Evropy (2022). Od 1. září 2019 byla HOP! začleněna do Air France.

## Historie
Společnost vznikla v roce 2013 jako reakce Air France na konkurenci nízkonákladových dopravců a vysokorychlostních železnic. Jejich vznik byl součástí reorganizace ztrátových aktivit společnosti v oblasti krátkých a středně dlouhých letů. Spojily se regionální divize Brit Air, Airlinair a Régional, s celkovou flotilou 103 letounů.

## Destinace

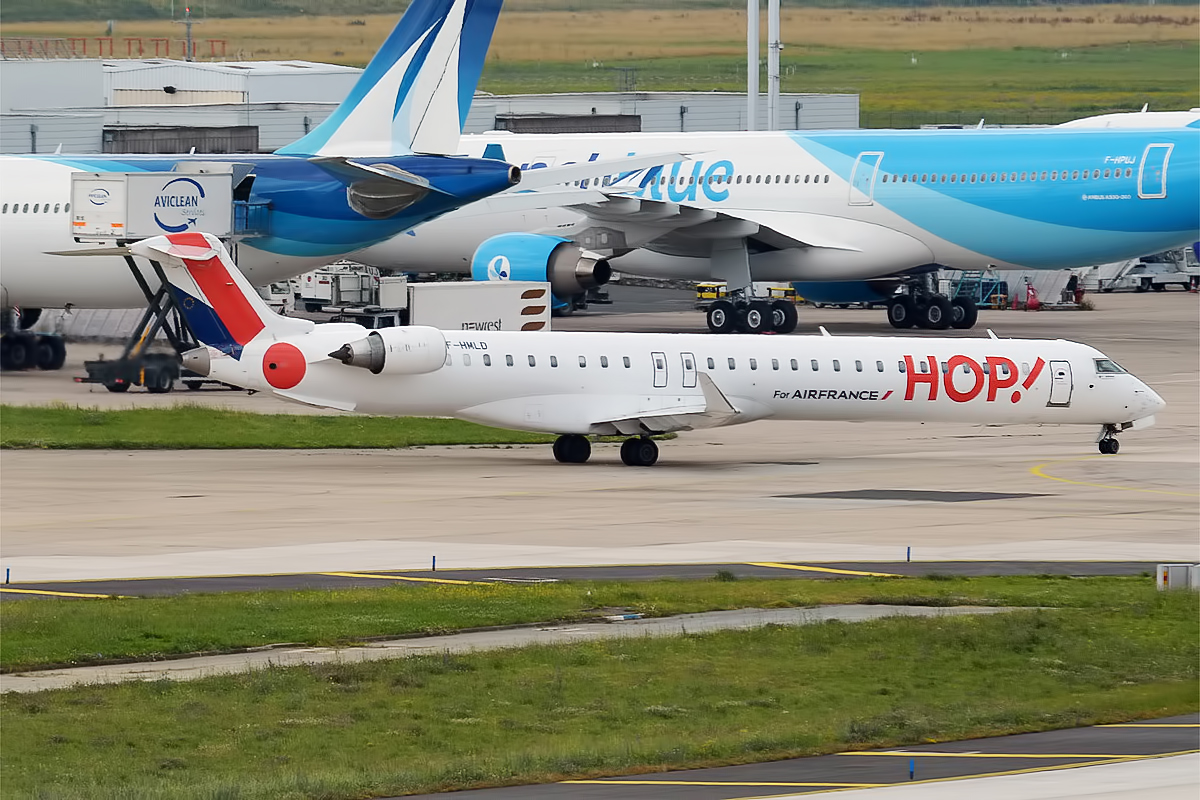
Bombardier CRJ1000, se kterým létá společnost HOP! pravidelně také do Prahy

V současné době provozuje Air France HOP! lety do 108 destinací.  Spojuje především menší francouzská města s Paříží či jinými evropskými přestupními body. Dále také provozuje spojení mezi Paříží a menšími, méně oblíbenými evropskými městy. (například: Billund - Paříž, Birmingham - Paříž)

### Praha
Společnost HOP! létá pravidelně od roku 2013 také do Prahy z francouzského Lyonu (aktualizováno v listopadu 2016). Nejdříve do Česka létala s frekvencí 4 letů týdně, ty byly ale od 15. dubna 2015 navýšeny na 5 letů týdně (pondělí, středa, čtvrtek, pátek, neděle). Linku od začátku obsluhuje letoun Bombardier CRJ1000, občas bývá nahrazován letouny Embraer ERJ 190 (v létě) nebo Embraer ERJ 145.

### Codeshare dohody
Tato aerolinie měla v listopadu 2016 tzv. codeshare dohodu pro sdílení letů s následujícími společnostmi:
- Air France
- Air Corsica
- Alitalia

## Flotila

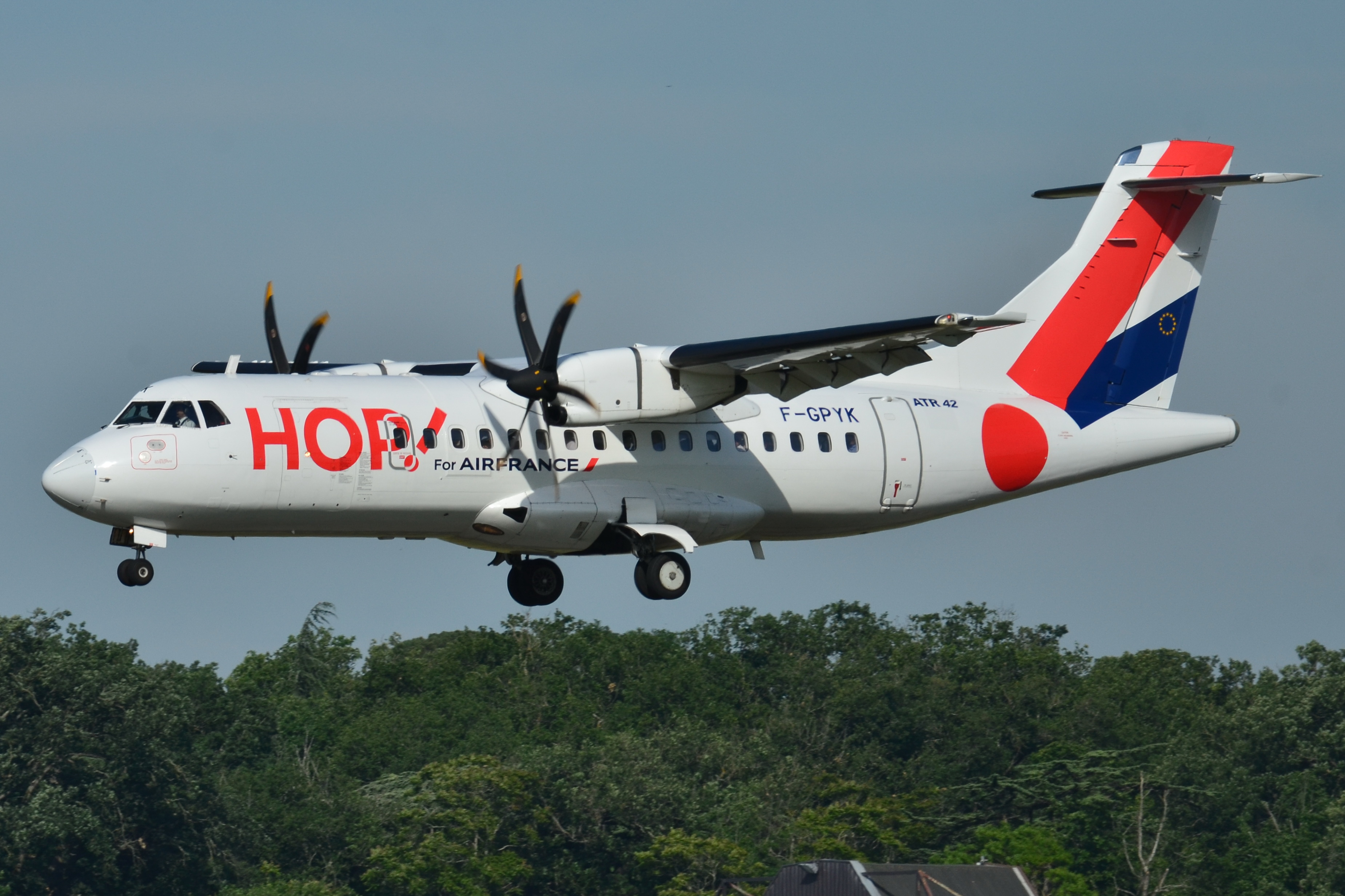
Přistávající ATR 42-500 HOP!

### Současná
V roce 2022 obsahovala flotila Air France HOP! 41 letadel:

### Historická
V minulosti byly ve flotile HOP! následující typy letadel:
- V září 2016 se ve flotile HOP! nacházelo 88 letounů s průměrným stářím 13 let, přičemž žádné další letouny nebyly objednány.:[10]